# Cybaeidae
Cybaeidae Banks, 1892 è una famiglia di ragni appartenente all'infraordine Araneomorphae.

## Etimologia
Il nome deriva dal latino cybaea, cioè naviglio, costruzione che galleggia per la campana d'aria che alcune specie riescono a costruire sott'acqua, ed il suffisso -idae, che designa l'appartenenza ad una famiglia.

## Ecologia
Sono ragni pressoché acquatici, vivono nelle acque stagnanti, e per respirare aria ne intrappolano uno strato sottile lungo i peli del proprio corpo, sia sull'addome che sulle gambe. Costruiscono anche una sorta di campana di aria con la loro tela impermeabile in modo da intrappolarvi una cospicua riserva di aria. Per ossigenare l'aria stessa nella campana la prende in superficie con ampi respiri e la porta giù.
Comunque il riempimento non deve avvenire di frequente in quanto la struttura della tela della campana consente un certo scambio osmotico fra l'ossigeno presente nell'acqua e l'anidride carbonica frutto del respiro del ragno. È un sistema alquanto efficiente sul quale si basano alcuni moderni respiratori per sub.

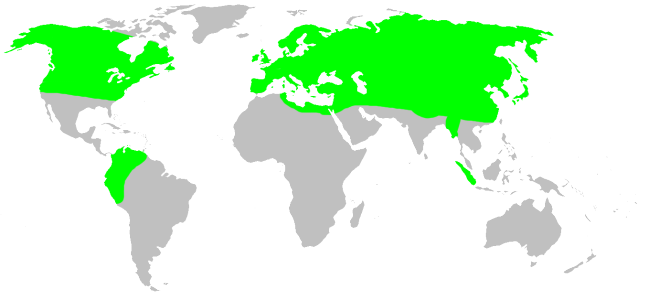
Cybaeidae- distribuzione

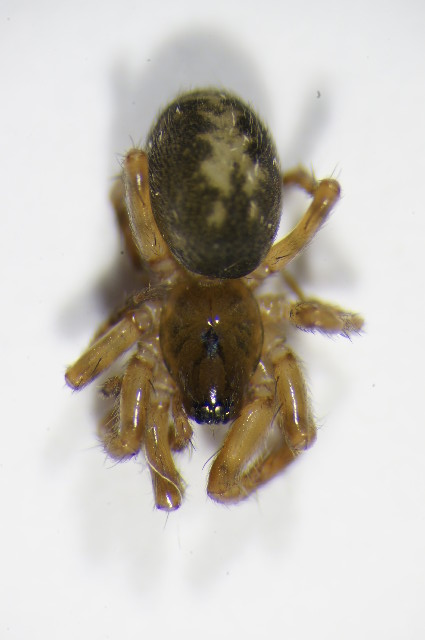
Cryphoeca silvicola

## Caratteristiche
I ragni di questa famiglia sono sprovvisti di cribellum, hanno le filiere della stessa lunghezza, lo stigma tracheale posizionato anteriormente e il III e il IV paio di zampe con peli più lunghi e differenti.

## Distribuzione
Sono diffusi ampiamente nella regione olartica; rinvenuti anche nell'isola di Sumatra, in Colombia, Venezuela e Perù.

## Tassonomia
Attualmente, a novembre 2020, si compone di 20 generi e 268 specie:
- Allocybaeina Bennett, 2020
- Blabomma Chamberlin & Ivie, 1937
- Calymmaria Chamberlin & Ivie, 1937
- Cedicoides Charitonov, 1946 - Turkmenistan, Tagikistan, Uzbekistan
- Cedicus Simon, 1875 - Mediterraneo orientale, Asia
- Cryphoeca Thorell, 1870
- Cryphoecina Deltshev, 1997
- Cybaeina Chamberlin & Ivie, 1932 - USA
- Cybaeota Chamberlin & Ivie, 1933 - USA, Canada
- Cybaeozyga Chamberlin & Ivie, 1937 - USA
- Cybaeus L. Koch, 1868 - America, Europa, Giappone, Corea, Cina
- Dirksia Chamberlin & Ivie, 1942
- Ethobuella Chamberlin & Ivie, 1937
- Neocryphoeca Roth, 1970
- Paracedicus Fet, 1993 - Turkmenistan, Azerbaigian
- Symposia Simon, 1898 - Venezuela, Colombia
- Tuberta Simon, 1884
- Vagellia Simon, 1899 - Sumatra
- Willisus Roth, 1981
- Yorima Chamberlin & Ivie, 1942

### Generi trasferiti, inglobati, non più in uso
- Dolichocybaeus Kishida, 1968[2] - Giappone, Corea
- Heterocybaeus Komatsu, 1968[2] - Giappone

### Generi fossili
- Vectaraneus Selden, 2001, †, Paleogene